# Summit (Missisipi)
Summit – miasto w Stanach Zjednoczonych, w stanie Missisipi, w hrabstwie Pike.